# 埃夫拉因·安東尼奧·里奧斯·加西亞
埃夫拉因·安東尼奧·里奧斯·加西亞（西班牙語：Efraín Antonio Ríos García，1910年4月4日—2024年1月11日）是一名哥倫比亞超級人瑞，曾為僅次於胡安·比森特·佩雷斯·莫拉世上第二年長男性。其年齡已獲老人學研究組織管理層成立的LongeviQuest認證，但老人學研究組織尚在核實其年齡。

## 生平
埃夫拉因·安東尼奧·里奧斯·加西亞於1910年4月4日生於哥倫比亞安蒂奥基亚省弗雷多尼亞。儘管他聲稱自己生於1910年4月10日，但研究組織都認為他生於4月4日。他有一位於106歲時去世的兄長弗朗西斯科·路易斯（Francisco Luis Ríos García，1904年10月1日—2011年4月29日），使他們成為史上最長壽的兄弟之一。
他於1935年4月與交往數年的赫米尼婭·烏里韋（Herminia Uribe，1915年—2015年）結婚，二人育有18名子女。二人的婚姻維持近80年，直至赫米尼婭於2015年在100歲時身故。里奧斯·加西亞於110歲時共有80個孫子、30名曾孫和18位玄孫。他的女兒表示他由於年事已高經常感到疲倦，但沒有任何生病的症狀。他目前是史上第14長壽的男性，與幼子居住於安蒂奥基亚省伊塔圭，生活起居都由幼子打理。

## 長壽記錄
2020年4月4日，埃夫拉因·安東尼奧·里奧斯·加西亞慶祝110歲生日，成為超級人瑞。
2023年6月22日，老年學研究組織宣佈其正在處理里奧斯·加西亞的驗證申請，但直至2023年9月仍未獲認證。
2023年7月16日，比他早約一個月出生的尤西比奧·金特羅·洛佩斯去世，使他以113歲103天之齡成為哥倫比亞在世最年長者及僅次於胡安·比森特·佩雷斯·莫拉在世第二年長男性。
2023年8月15日，埃夫拉因·安東尼奧·里奧斯·加西亞以113歲133天超越洛佩斯成為哥倫比亞史上最長壽男性。